# Simen Wangberg
Simen Søraunet Wangberg (Trondheim, 1991. május 6. –) norvég labdarúgó, a Stabæk hátvédje.